# 科蘭區
科蘭區（西班牙語：Distrito de Colán），是秘魯的一個區，位於該國西北部皮烏拉大區的派塔省，始建於1840年10月8日，面積124.93平方公里，海拔高度45米，2005年人口12,298，人口密度每平方公里98人。